# Na Rovinách
Na Rovinách nebo též Rovina je pravěké hradiště z doby halštatské asi 2,5 kilometru západně od obce Domoušice v okrese Louny v Ústeckém kraji. Nachází se na ostrožnovitém výběžku z vrcholové planiny Džbánu označované jako Rovina nebo Na Rovinách v nadmořské výšce 500–510 metrů. Hradiště je chráněno jako kulturní památka.

## Historie
Nálezy keramických střepů datují existenci hradiště od pozdní doby halštatské až do časné doby laténské. V roce 1969 byl nalezen také zlomek kamenné sekery z pozdní doby kamenné.

## Stavební podoba
Strmé boční svahy ostrožny převyšují okolní terén až o osmdesát metrů. Hradiště mělo obdélný tvar a pravděpodobně bylo opevněno ze všech stran, ale boční strany byly narušeny těžbou kamene. Kromě čelní strany se opevnění dochovalo jen podél části jihovýchodní strany, kde vede deset až čtrnáct metrů pod okrajem plošiny. Na přístupné jihozápadní straně chránily hradiště dvě hradby. Vnější hradba je doložena pouze archeologickým průzkumem a v terénu se téměř neprojevuje. Nacházel se před ní přes pět metrů široký a 1,6 metru hluboký příkop a podle nalezených opukových desek byla hradba silná 1,6 metru. Druhá linie opevnění se nachází asi třicet metrů za vnějším. Tvořil ji pět metrů široký a dva metry hluboký příkop se svislými stěnami. Byl částečně vysekaný ve skále. Val za příkopem je široký šest metrů a vysoký dva metry. Severní příčný val bez příkopu uzavírá hradiště ze strany od opyše.

## Přístup
Okolo jižního okraje hradiště Na Rovinách vede žlutě značená turistická trasa z Kounova k mutějovickému nádraží. Přímo přes hradiště potom vede modře značená trasa z Jimlína přes zříceninu hradu Pravda, která dále pokračuje na hradiště Výrov.